# Karmelietessenklooster (Mol)

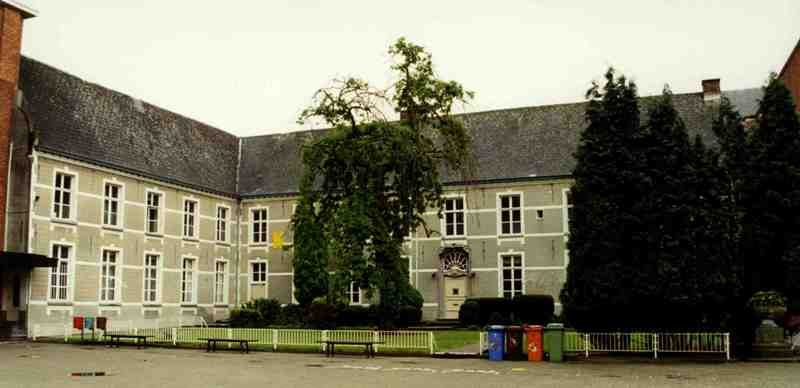
Karmelietessenklooster

Het Karmelietessenklooster is een voormalig klooster en huidige school in de Antwerpse plaats Mol, gelegen aan Rozenberg 2-4.

## Geschiedenis
In 1663 kwamen de karmelietessen naar Mol en van 1665-1670 werd een klooster gebouwd dat omgracht was. De kloosterkapel werd in 1669 in gebruik genomen. In 1702 vertrokken de Karmelietessen naar Aartselaar. Van 1727-1730 verbleven hier de Ongeschoeide karmelieten. In 1730 werd het klooster verkocht aan baron van Leefdael en einde 18e eeuw werd het klooster gesplitst in meerdere particuliere woningen.
In 1850 trokken de Zusters van Sint-Vincentius uit Gijzegem in het klooster. Er werd een klein hospitaal ingericht en er werd ook een school gesticht. De school groeide uit tot de campus Rozenberg, onderdeel van KSOM (Katholiek Secundair Onderwijs Mol). Binnen dit gebouwencomplex, voornamelijk uit de tweede helft van de 20e eeuw, werden de oude kloostergebouwen geïntegreerd.

## Gebouw
Het klooster is een U-vormig complex. De grijze wanden hebben witte muurbanden en witte vensteromlijstingen. Ook is er een deur met omlijsting in rococostijl. De zuidvleugel wordt gevormd door de kapel, die op het zadeldak een vierkant dakruitertje heeft.